# Vòi rồng nước

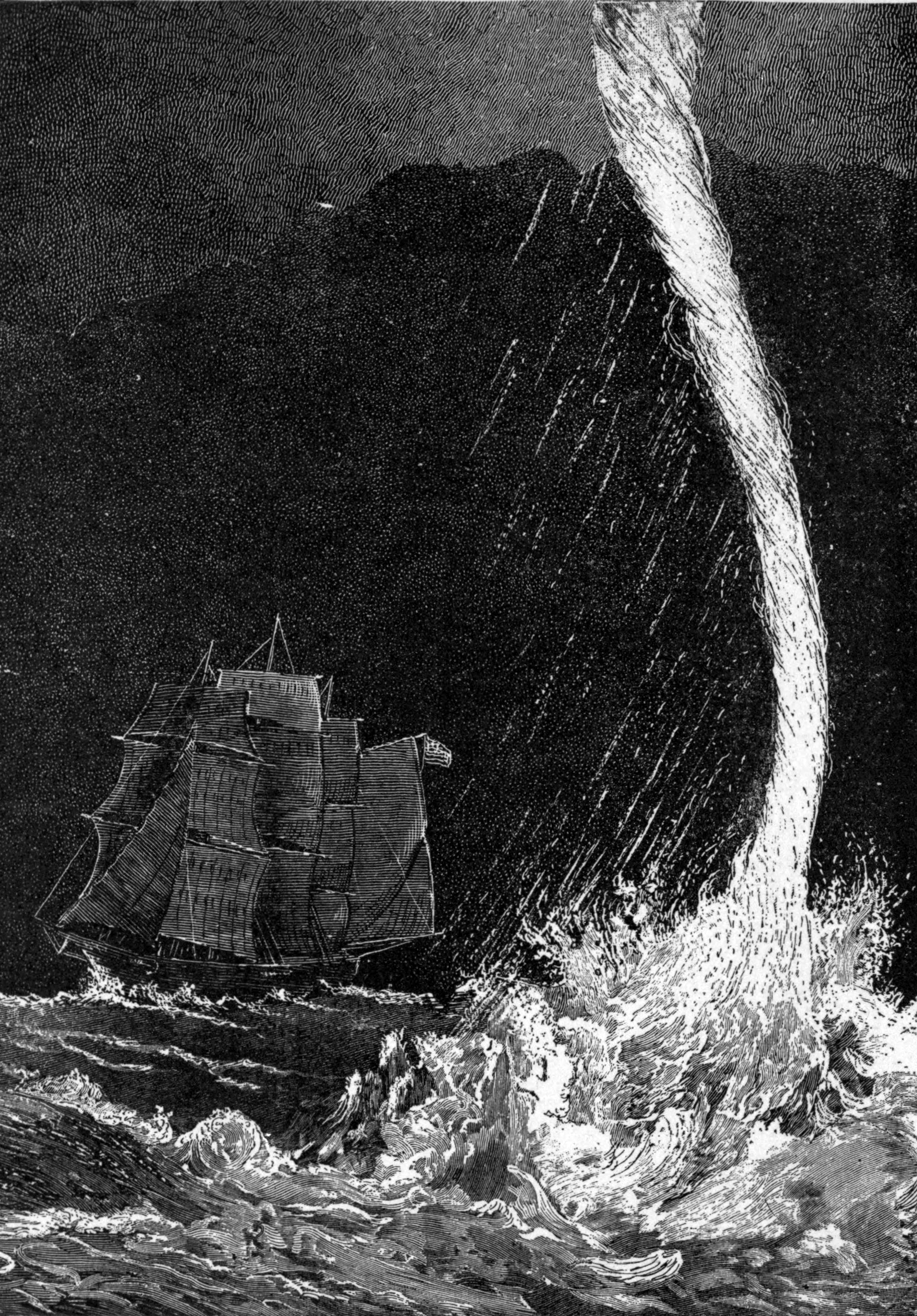
Vòi rồng

Vòi rồng nước (tiếng Anh: waterspout) là hiện tượng khi vòi rồng di chuyển bên trên hồ nước hay biển cả, trông như một cột nước trắng xóa, thường kèm theo sấm sét, có nhiều loại vòi rồng nước khác nhau.

## Hình thành và miêu tả

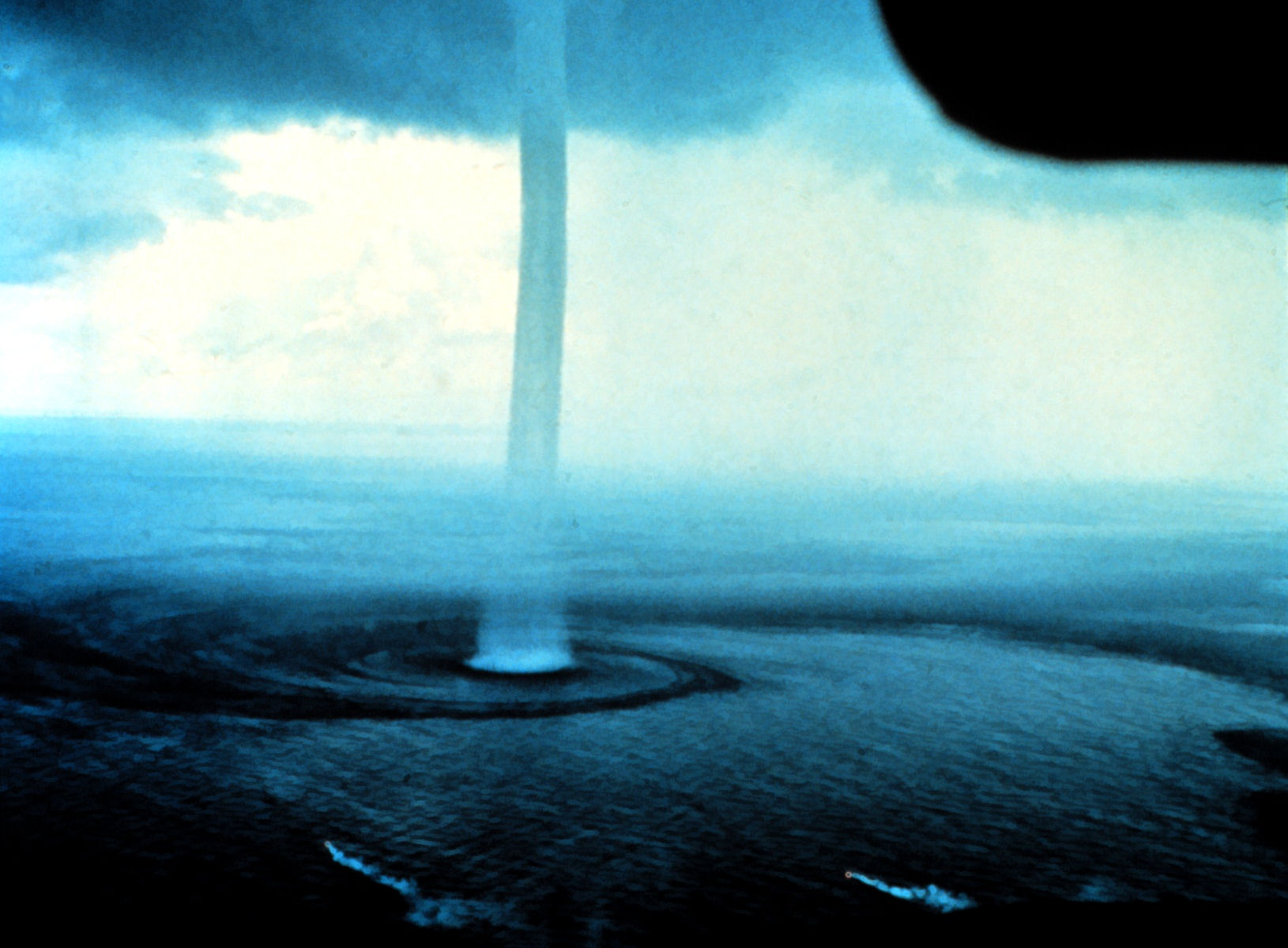
Một vòi rồng nước trên đại dương gần Florida.

Vòi rồng nước chủ yếu là hơi nước. Chúng ta nhìn thấy một cột nước bốc lên vì hơi nước bên trong có áp suất cực thấp. Nước  bắn ra rất nhiều ở chân cột nước là đám bụi nước hình thành khi vòi rồng đập và mặt hồ nước hay đại dương. Đám bụi nước đó nặng đến hàng chục tấn. Nhiều vòi rồng nước hình thành độc lập, không phụ thuộc vào mưa bão, chúng còn hình thành khi thời tiết tương đối tốt.

## Các loại vòi rồng nước

### Hình thành từ nước
Không phải tất cả vòi rồng nước đều hình thành từ khí xoáy, một số vòi rồng nước thực tế hình thành ngay trên mặt nước. Đây là loại vòi rồng nước chưa được nghiên cứu kĩ. Những vòi rồng nước này không dữ dội như vòi rồng trên cạn, chân của nó rộng không quá 100m, sức gió cũng chỉ tới 80 km/giờ, thường hình thành trong một vùng nước ấm mùa thu.

### Quỷ nước
Một loại vòi rồng nước nhỏ rất hiếm gặp gọi là quỷ nước chỉ xuất hiện trên các hồ nước. Một cơn gió lạnh thổi qua một vùng đồi núi chung quanh và gặp hồ nước ấm, khiến dòng không khí cuộn tròn thành xoáy áp thấp di chuyển ngang mặt hồ.

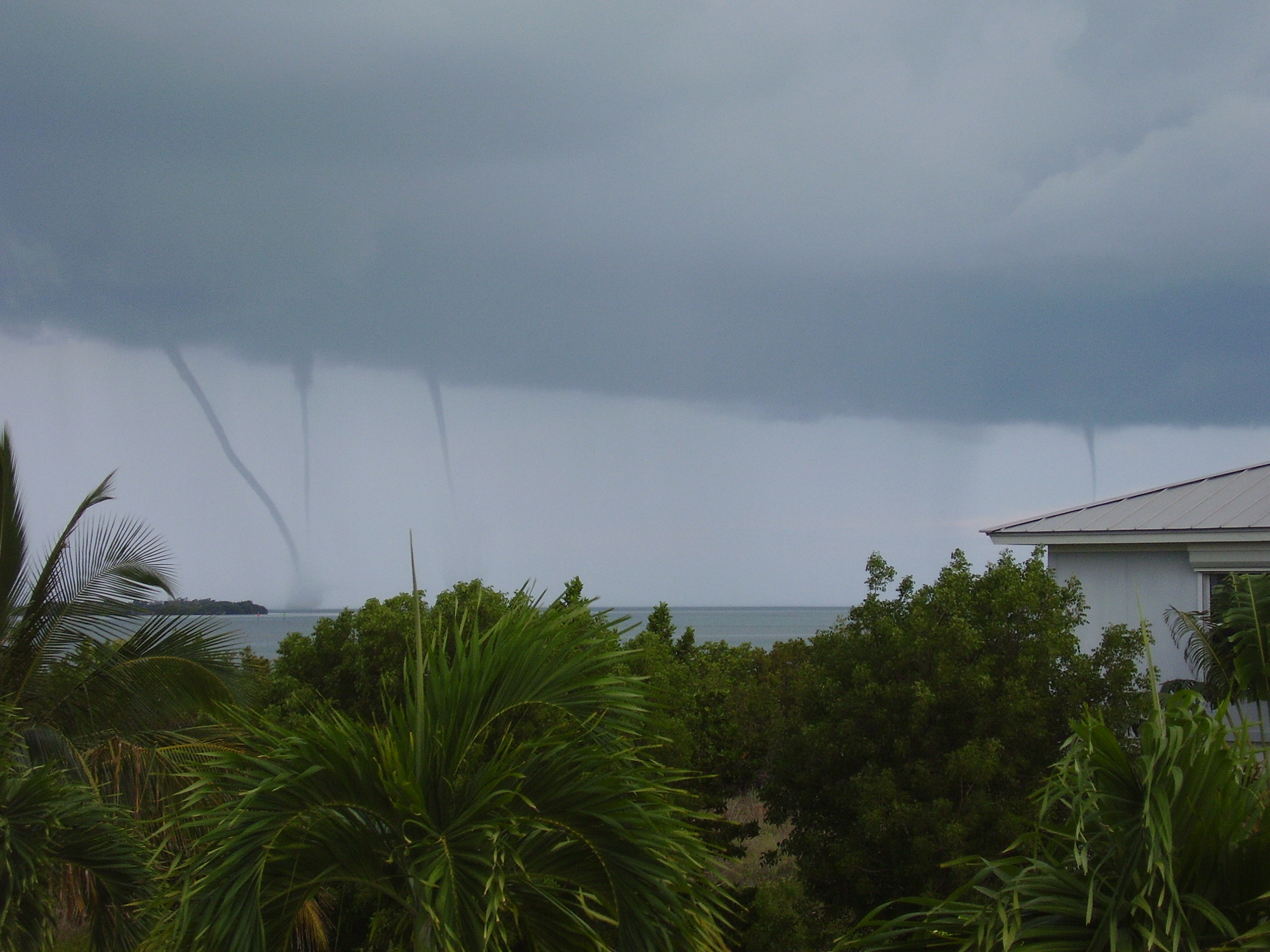
Bốn vòi rồng nước cùng xuất hiện ở Florida Keys
vào ngày 05 Tháng Sáu 2009.

.

## Tác động
Vòi rồng nước với sức gió có thể đạt tới 200 km/h. Thỉnh thoảng các vòi rồng, hút cả đống cá và ếch nhái lên cao mang chúng lên cao hàng dặm đường. Bẻ cong thuyền và cuốn người đứng xem ra biển.